# Střední kvadratická chyba
Střední kvadratická chyba (též MSE z anglického mean squared error anebo MSD z mean squared deviation) je v matematické statistice veličina vyjadřující přesnost odhadů pomocí střední hodnoty druhých mocnin rozdílů mezi odhadem či měřením a skutečností. V praxi se pod tímto jménem používají dvě různé blízce příbuzné veličiny, a sice buď střední hodnota čtverce chyby (tedy rozptyl chyb), nebo odmocnina této střední hodnoty (tedy směrodatná odchylka chyb, anglicky RMSE, root mean squared error, anebo RMSD, root mean squared deviation). V následujícím výkladu použijeme první možnost, protože vede k jednodušším vzorcům; druhou možnost bychom získali odmocněním zde uvedené veličiny. V každém případě platí, že čím je odhad přesnější, tím je střední kvadratická chyba menší.
Mějme k dispozici odhad {\displaystyle {\hat {\theta }}} nějaké veličiny {\displaystyle \theta }. Pro jednoduchost předpokládejme, že {\displaystyle \theta } je jednorozměrná veličina, tedy reálné číslo; v případě mnohorozměrných odhadů bychom použili místo čtverce rozdílů veličin čtverec normy, ale teorie by zůstala podobná. Definujme střední kvadratickou chybu {\displaystyle \operatorname {MSE} ({\hat {\theta }})} jako
{\displaystyle \operatorname {MSE} ({\hat {\theta }})\,{\overset {\text{def}}{=}}\,\mathbb {E} \left[({\hat {\theta }}-\theta )^{2}\right],}
tedy jako rozptyl veličiny {\displaystyle {\hat {\theta }}-\theta }. Vzhledem k definici je jasné, že střední kvadratická chyba je vždy nezáporná; nulová bude v případě, kdy odhad či měření je „bezchybné“, přesně se shoduje s odhadovanou veličinou.
Důležitou vlastností takto definované střední kvadratické chyby je, že se dá přinejmenším teoreticky rozložit na součet čtverce vychýlení (také označovaného anglicky jako bias, či jako soustavná nebo systematická chyba) a rozptylu odhadu (náhodná nepřesnost odhadu či měření).
{\displaystyle \operatorname {MSE} ({\hat {\theta }})=\operatorname {Bias} ({\hat {\theta }})^{2}+\operatorname {Var} ({\hat {\theta }}).}
Soustavná chyba {\displaystyle \operatorname {Bias} ({\hat {\theta }})} zatěžuje stejně každý odhad; lze si ji na příkladu odhadu vzdálenosti měřením představit např. jako nesprávnou délku měřítka, které používáme. Pokud je tato veličina u nějakého odhadu nulová, hovoříme o nevychýleném odhadu. Naopak náhodná chyba s rozptylem {\displaystyle \operatorname {Var} ({\hat {\theta }})} je u každého měření jiná a mění se nepředvídatelně; lze si ji představit třeba jako nepřesnosti měření vzdálenosti vznikající nepravidelným chvěním měřícího nástroje a měřeného objektu.